# Museumsgesellschaft Ettlingen
Die Museumsgesellschaft Ettlingen e. V. ist ein eingetragener Verein in der Stadt Ettlingen. Die Gesellschaft dient als Förderverein der Förderung und Erhaltung der Städtischen Sammlungen im Museum des Schlosses in Ettlingen. Darüber hinaus fördert sie kultureller Bestrebungen kunstgeschichtlicher und heimatgeschichtlicher Art. Zudem engagiert sie sich für die Erhaltung und Förderung künstlerischer Interessen (§2 der Satzung).

## Gründung der Museumsgesellschaft
Die Ettlinger Museumsgesellschaft wurde im Mai 1975 gegründet. Erster Vorsitzender war Wolfram Spitzner.

## Kunstpreis der Museumsgesellschaft Ettlingen
Seit dem Jahre 2002 schreibt die Museumsgesellschaft im zweijährigen Abstand einen Preis für  regionale Künstler aus. Zunächst als „Pamina-Kunstpreis“ ins Leben gerufen, wurde diese regionale Eingrenzung 2008 aufgegeben. Seither sind Künstler aus den gesamten Gebieten Baden, Elsass und Pfalz zur Bewerbung eingeladen.
Alle zwei Jahre wird ein Kunstpreis vergeben (2.500 €) und ein Förderpreis für junge Künstler (500 €).
Die Preisgelder werden von den Stadtwerken Ettlingen gestiftet. Bisherige Preisträger mit Jahr der Verleihung:
| Jahr | Jurypreis                                                 | Publikumspreis    |
| ---- | --------------------------------------------------------- | ----------------- |
| 2002 | Hannelore Pichlbauer                                      | Sybille Wagner    |
| 2004 | Agnes Märkel                                              | Agnes Märkel      |
| 2006 | Gabriele Engelhardt, Anerkennungspreis: Myriam Schahabian | Monika Thiele     |
| 2008 | Holger Walter                                             | Daniel Moriz Lehr |
| 2010 | Eckart Steinhauser, Förderpreis: Stephanie Abben          | Kehres und Hunger |
| 2012 | Carine Doerflinger, Förderpreis: Tobias Maier             | Achim Däschner    |

## Vorstand
Erste Vorsitzende: Doris Henseler M.A., zweite Vorsitzende: Angelika Scholl.

## Publikationen
- Schriftenreihe der Museumsgesellschaft
- Ettlinger Hefte (zusammen mit der Stadtgeschichtlichen Kommission)